# Johan Willem van Saksen-Altenburg
Johan Willem van Saksen-Altenburg (Torgau, 13 april 1600 - Brieg, 2 december 1632) was hertog van Saksen-Altenburg. Hij behoorde tot de Ernestijnse linie van het huis Wettin.

## Levensloop
Johan Willem was de tweede zoon van hertog Frederik Willem I van Saksen-Weimar en diens tweede echtgenote Anna Maria, dochter van vorst Filips Lodewijk van Palts-Neuburg.
Na de dood van zijn vader in 1602 erfden Johan Willem, zijn oudere broer Johan Filips en zijn jongere broers Frederik en Frederik Willem II het hertogdom Saksen-Altenburg. Wegens hun minderjarigheid werden de broers onder het regentschap geplaatst van keurvorst Christiaan II van Saksen en hun oom Johan III van Saksen-Weimar. Na het overlijden van Johan III in 1605 was enkel keurvorst Christiaan II van Saksen regent van de broers, die na zijn dood in 1611 als regent werd opgevolgd door zijn broer Johan George I. 
Na de Gulik-Kleefse Successieoorlog lieten Johan Willem en zijn broers zich eveneens hertogen van Gulik-Kleef-Berg noemen, zij het enkel titelvoerend. In 1612 gingen de vier broers studeren aan de Universiteit van Leipzig. In 1618 nam de oudste broer Johan Filips de regering van Saksen-Altenburg over. Hij hield Johan Willem en zijn twee andere broers weg uit de regering door hen lijfgedingen toe te wijzen, waardoor hun macht werd ingeperkt. Ook ondernam Johan Willem samen met zijn broer Frederik een grand tour door Italië, de Republiek der Zeven Verenigde Nederlanden, Frankrijk, Engeland en Hongarije.
Tijdens de Dertigjarige Oorlog diende Johan Willem als officier in het leger van het keurvorstendom Saksen. In december 1632 stierf hij in het legerkamp van Brieg aan een koorts. De ongehuwd en kinderloos gebleven Johan Willem werd bijgezet in de Sophiakerk van Dresden.